# Твердохлиб, Егор Михайлович
Его́р Миха́йлович Твердохли́б (укр. Єгор Михайлович Твердохліб; род. 17 декабря 2000, Боровая, Киевская область) — украинский футболист, полузащитник клуба «Кривбасс».

## Биография
Футбольный путь начал в киевском «Динамо», но в 2014 году оказался в вышгородской «Чайке». С 2014 по 2018 год выступал за вышгородцев в чемпионате Киева и ДЮФЛУ. Сезон 2018/19 годов провел за «Чайку» в любительском чемпионате Украины. Следующий сезон начал в составе представителя любительского чемпионата Украины «Атлет» (Киев), но осенью 2019 года перешел НУФВСУ, где выступал за столичную студенческую команду.
Зимой 2020 перебрался в «Горняк-Спорт», в футболке которого дебютировал 24 февраля 2020 в проигранном (1:2) выездном поединке 20-го тура Первой лиги Украины против петровского «Ингульца». Егор вышел на поле в стартовом составе, на 37-й минуте получил жёлтую карточку, на 64-й минуте его заменил Илья Чередниченко. Дебютным голом за команду из Горишних Плавней отличился 11 сентября 2020 на 80-й минуте ничейного (1:1) выездного поединка 2-го тура Первой лиги Украины против одесского «Черноморца». Твердохлеб вышел на поле в стартовом составе и отыграл весь матч, а на 88-й минуте получил жёлтую карточку.

## Достижения

### Командные
«Кривбасс»
- Бронзовый призёр чемпионата Украины: 2023/24

### Личные
- Лучший игрок месяца украинской Премьер-лиги (2): ноябрь 2024, декабрь 2024 — февраль 2025